# Menominee, Michigan
Menominee este o localitate, municipalitate și sediul comitatului omonim, Menominee, statul Michigan, Statele Unite ale Americii.